# Kärlek & rock'n'roll
Kärlek & rock'n'roll är ett samlingsalbum av det svenska dansbandet Lasse Stefanz, släppt 2013.

## Låtlista
1. Rockin' n' reelin'
2. Mot en ny horisont
3. Flickan från Karlaplan
4. Pauline
5. Bring it on Home to Me
6. Kärleken är blind
7. En tid av stulen lycka
8. Mi vida loca
9. Ett liv med dig
10. Jag bara älskar dig
11. Lycklig igen
12. Så länge jag lever
13. En enkel sång om kärleken
14. Om du går
15. Kärlekstrubbel
16. Lyckan inom räckhåll
17. Av hela mitt hjärta
18. En kärleksaffär
19. Ta vad du behöver
20. Min ängel
21. Min röda chevrolet
22. Dansa natten lång
23. Jag ber dig förlåt mig
24. Oh Julie
25. Bara du är nära
26. Dom spelar vår sång
27. Ingen annan
28. MGB
29. Café au lait
30. Vem vem vem
31. Nere på Söder
32. Om jag säger det är kärlek
33. Den som en gång har älskat
34. Om jag stannar hos dej
35. Tar du mej eller ej
36. Har du glömt
37. Vår kärlek är stark
38. En timme försent
39. Hon är min bästa vän
40. Stanna en stund

## Listplaceringar
| Lista (2013) | Topplacering |
| ------------ | ------------ |
| Norge        | 20           |
| Sverige      | 2            |

### Fotnoter
1. ↑  ”Ginza Musik”. 19 juli 2013. Arkiverad från originalet den 8 maj 2013. https://web.archive.org/web/20130508064543/http://www.ginza.se/product/lasse-stefanz/karlek-rock-n-roll-1990-2006/189057/. Läst 19 april 2013.
2. ↑  ”Kärlek & rock'n'roll”. Norwegiancharts. 19 juli 2013. http://norwegiancharts.com/showitem.asp?interpret=Lasse+Stefanz&titel=K%E4rlek+%26+rock%27n%27roll&cat=a. Läst 7 juni 2013.
3. ↑  ”Kärlek & rock'n'roll”. Hitparad. 19 juli 2013. http://hitparad.se/showitem.asp?interpret=Lasse+Stefanz&titel=K%E4rlek+%26+rock%27n%27roll&cat=a. Läst 7 juni 2013.